# Coccus viridis
Coccus viridis är en insektsart som först beskrevs av Green 1889.  Coccus viridis ingår i släktet Coccus och familjen skålsköldlöss. Inga underarter finns listade i Catalogue of Life.

## Bildgalleri

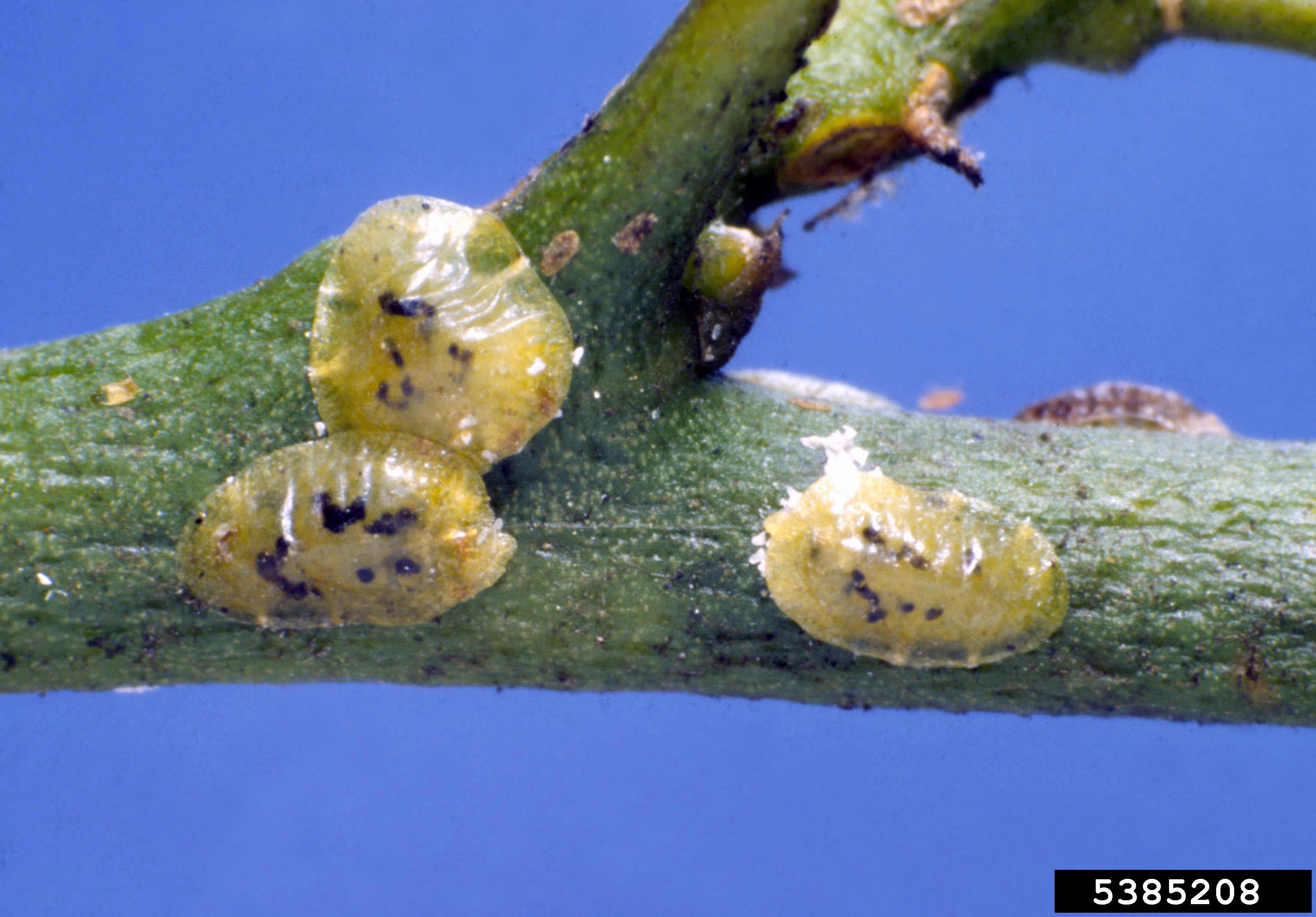